# VII Inspekcja Armii Cesarstwa Niemieckiego
VII Inspekcja Armii Cesarstwa Niemieckiego (niem. VII. Armeeinspektion) – jedna z inspekcji armii Cesarstwa Niemieckiego.

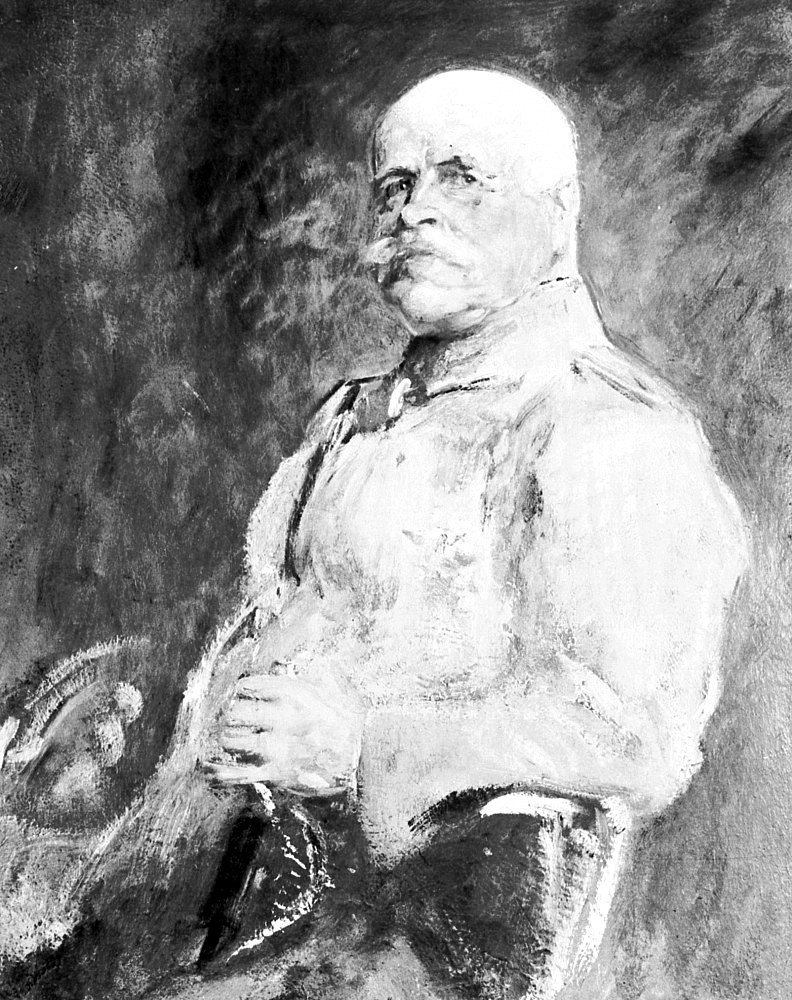
Hermann von Eichhorn

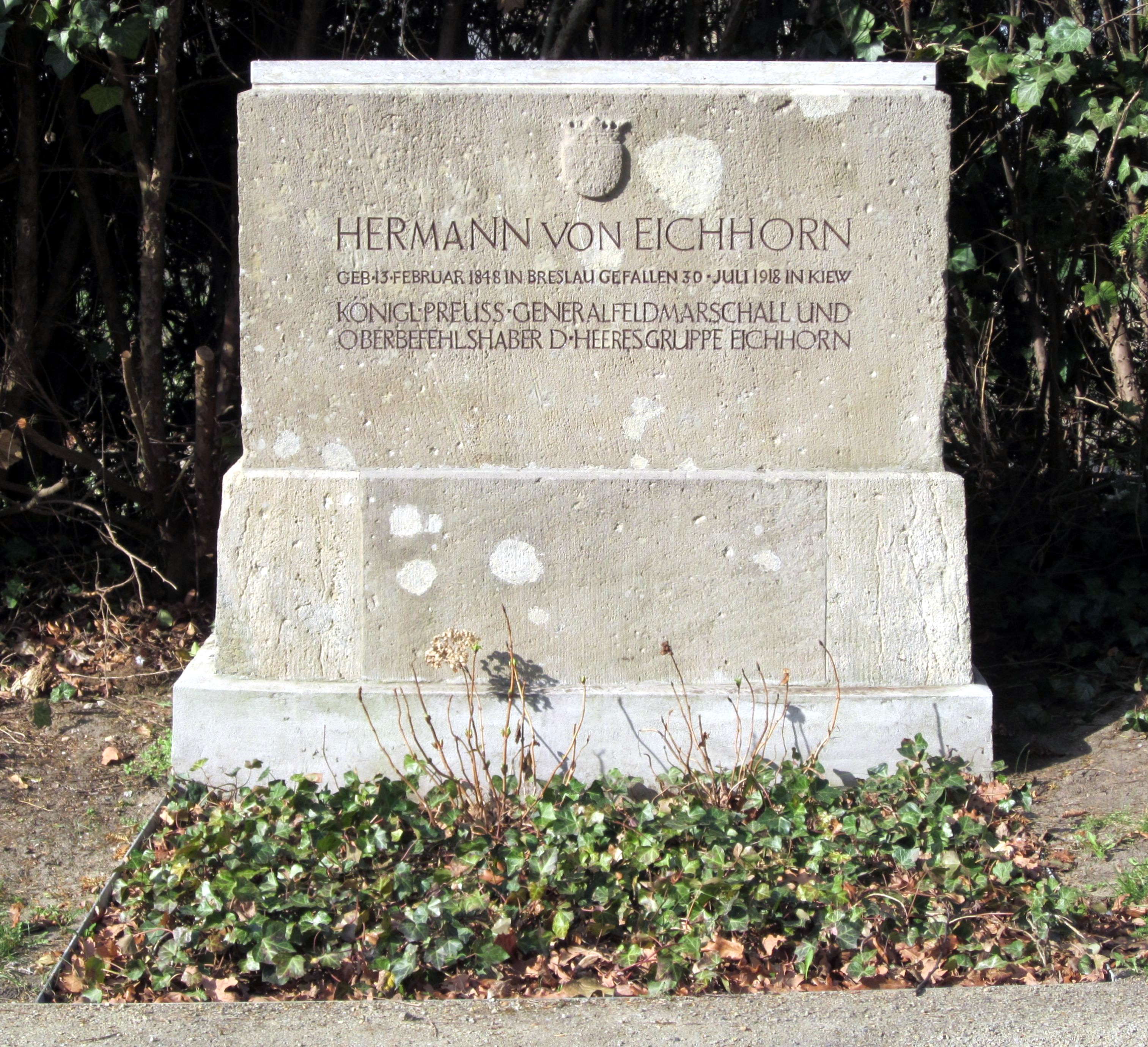
Grób Hermanna von Eichhorna w Berlinie

## Stan na rok 1914
- Generalny Inspektor: Generaloberst Hermann von Eichhorn
- Miejsce stacjonowania: Saarbrücken
- Podległe korpusy armijne:
  - XVI Korpus Armijny – Metz
  - XVIII Korpus Armijny – Frankfurt nad Menem
  - XXI Korpus Armijny – Saarbrücken